# Hex-editor

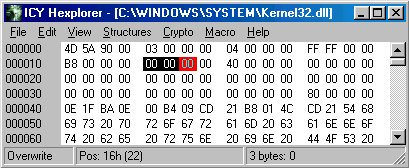
Hexplorer met het bestand Kernel32.dll.

Een hex-editor is een computerprogramma waarmee elke byte van een willekeurig bestand, dus ook een binair bestand, bekeken en bewerkt kan worden.
De bytes worden getoond in hexadecimale vorm, en kunnen ook in die vorm worden ingevoerd om ze te wijzigen of in te voegen. Vaak wordt ook nog de bijbehorende decimale of binaire waarde getoond. Veel hex-editors tonen ook de ASCII-representatie van de bytes. De bytes die geen leesbaar teken hebben worden in de ASCII-representatie als punt weergegeven.
Een hex-editor laat direct de inhoud van het bestand zien terwijl een ander programma dezelfde inhoud op een andere wijze kan interpreteren. Zo wordt carriage return linefeed getoond, maar niet uitgevoerd, en men kan de bytes van een afbeeldingsbestand bekijken, terwijl een grafisch programma de afbeelding zelf op het scherm zal weergeven.

## Voorbeeld
Een eenvoudig tekstbestand met de tekst "Voorbeeld van een hex-editor." wordt in een hex-editor zo weergegeven:
```
00000000 56 6F 6F 72 62 65 65 6C 64 20 76 61 6E 20 65 65 Voorbeeld van ee
00000010 6E 20 68 65 78 2D 65 64 69 74 6F 72 2E n hex-editor.
```

De getallen links geven de positie van de bytes in het bestand aan (in hexadecimaal dus de bovenste rij bevat byte 0 tot en met byte 15 en de tweede rij begint op positie 16, want 00000010 in hexadecimaal is 16 in het decimale stelsel).